# 盖南
盖南（法語：Guesnain，法語發音：[ɡenɛ̃]）是法国上法兰西大区北部省的一个市镇，位于该省中部，属于杜埃区。

## 地理
盖南（50°21'9"N, 3°8'41"E）面积4.05 平方千米，位于法国上法蘭西大區北部省，该省份为法国最北部的省份及最长的省份，西北濒北海，西接加来海峡省，南至埃纳省和索姆省，东与比利时接壤。
与盖南接壤的市镇（或旧市镇、城区）包括：蒙蒂尼昂奥斯特雷旺、德希、勒瓦尔德、洛夫尔、鲁库尔。
盖南的时区为UTC+01:00、UTC+02:00（夏令时）。

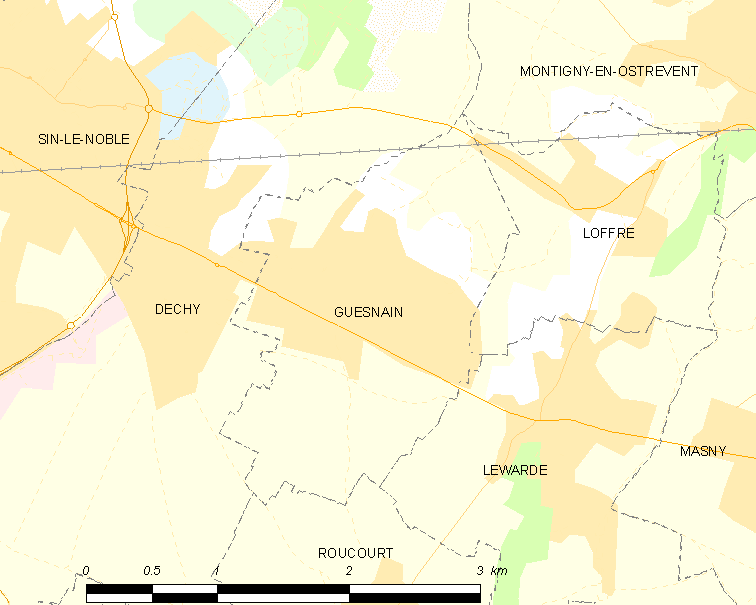
盖南的OSM定位图

## 行政
盖南的邮政编码为59287，INSEE市镇编码为59276。

## 政治
盖南所属的省级选区为阿尼什县。

## 人口

1962-2008年间盖南人口变化图示

盖南于2022年1月1日时的人口数量为4645人。